# رستي كروفورد
رستي كروفورد (بالإنجليزية: Rusty Crawford)‏ هو لاعب هوكي الجليد كندي، ولد في 7 نوفمبر 1885 في Edwardsburgh/Cardinal ‏ في كندا، وتوفي في 19 ديسمبر 1971 في برينس ألبرت في كندا.

## وصلات خارجية
- رستي كروفورد على موقع دوري الهوكي الوطني (الإنجليزية)
- رستي كروفورد على موقع EliteProspects.com (الإنجليزية)
- رستي كروفورد على موقع HockeyDB.com (الإنجليزية)
- رستي كروفورد على موقع Hockey-Reference.com (الإنجليزية)